# Kim Min-tae
Kim Min-tae (26 de novembro de 1993) é um futebolista profissional sul-coreano que atua como defensor, atualmente defende o Vegalta Sendai.

## Carreira
Kim Min-tae fez parte do elenco da Seleção Sul-Coreana de Futebol nas Olimpíadas de 2016.